# Nodo bandiera
Il nodo bandiera (o nodo di bandiera, nodo a bandiera, nodo di scotta, nodo del tessitore, nodo della rete, nodo incrociato; inglese: Sheet bend) è un nodo di giunzione. È utile per unire due corde (nella nautica, due cime) di diverso diametro: nella figura la corda rossa rappresenta quella di diametro maggiore e la corda verde quella di diametro minore.
Veniva usato dai tessitori per riparare le rotture dei fili di ordito.